# Conexión Thalía Radio Show

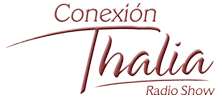
A Conexión Thalía Radio Show logója

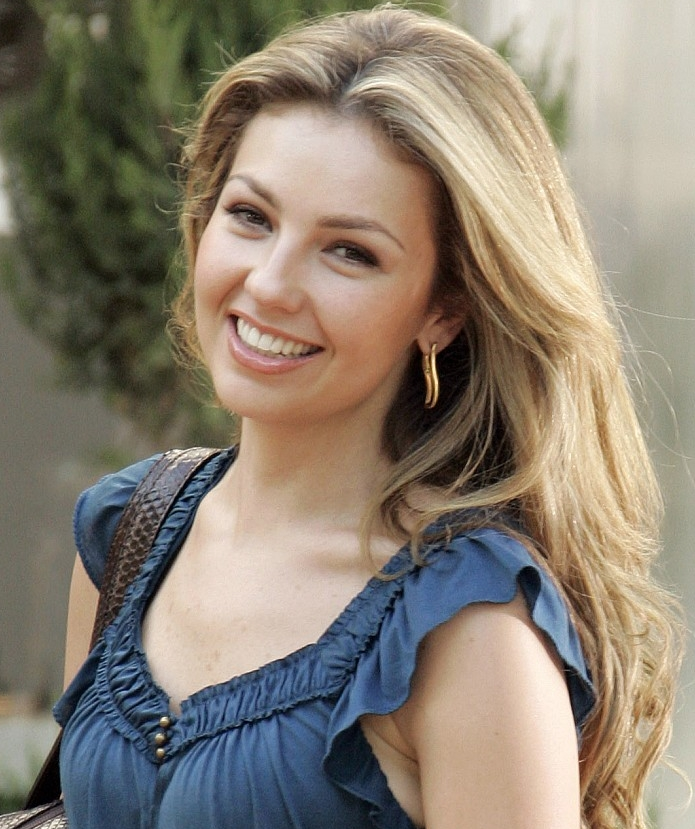
Thalía 2006-ban

A Conexión Thalía Radio Show az amerikai ABC Radio Networks spanyol nyelven sugárzott szórakoztató heti műsora a mexikói énekesnő, Thalía vezetésével. Célközönsége elsősorban az Amerikai Egyesült Államokban élő latin közösség. Az adásokat előre elkészített felvételről sugározzák – szombati, illetve vasárnapi napokon – a kijelölt rádiós műsorszóró állomások az Egyesült Államokban, valamint Puerto Ricóban. A bemutatkozó adásra 2007. március 17-én került sor.

## A műsorról és honlapjáról
A talkshow házigazdái Thalía és Horacio Ontiveros, művésznevén „El Pelón” („a Kopasz”). A harmadik műsorvezető, Claudia „La Chama” Morales már nem szerepel az adásban. A műsor interaktív részt is tartalmaz, amelyben – a hivatalos weboldalon keresztül küldött üzenet, majd a szerkesztőkkel történt egyeztetést követően – lehetőség van Thalíával telefonos beszélgetésre az adott részhez kapcsolódó témákról. Ezen kívül sztárinterjúk is elhangzanak, amelyek fő szponzora a Pontiac autómárka.
Az adások, sugárzásukat követően – általában egy-két nap eltolással – a műsor honlapjáról ingyenesen letölthetőek MP3 podcast formátumban, valamint rövid összefoglaló is olvasható róluk. A weboldalon Thalía kislányának születése óta „baba-blog”  is olvasható.
A rádióshow 2008. március 24-én ünnepelte fennállásának első évfordulóját, mely alkalomból a március 29-ei adás egy részét a rajongók és a sajtó képviselői jelenlétében élőben vették fel a New York-i Times Square-en megtartott születésnapi rendezvény keretében. A rendezvényen jelen volt a Televisa tudósítója, valamint a People en Español magazin riportere is, akik rövid interjút is készíthettek Thalíával. A művésznő kifejtette, hogy mivel éppen akkor derült fény a terhességére, ezen új projektnek köszönhetően továbbra is tarthatta a kapcsolatot a közönségével. Elmondta továbbá, hogy műsorában Ázsiából, Európából és Dél-Amerikából is vettek már részt hallgatók.
A talkshow 2008. november 15-ei műsorát élőben sugározták New Yorkból, és a rajongóknak lehetősége volt az adásba betelefonálni és beszélgetni a mexikói sztárral.

## A műsor céljai
A műsor céljait a hivatalos weboldal az alábbiak szerint fogalmazza meg:

El programa nacionalmente sindicalizado se enfocará en la cultura Latina, moda, estilo de vida, y celebridades, pues servirá como una plataforma para que Thalía conecte uno a uno con sus admiradores.
„A nemzeti szinten összeállított műsor a latin kultúrára, divatra, életvitelre, és hírességekre fog összpontosítani, hiszen mintegy színtérként szolgál majd Thalíának arra, hogy egyenként kapcsolatba lépjen rajongóival.”

Thalía a műsor első évfordulóján készített interjúban a következőket mondta:

Yo quería unir a la comunidad y tocar temas sociales como lo que es migración, como lo que son temas familiares, temas sexuales…
„Én egyesíteni szeretném a közösséget, és olyan szociális témákat érinteni, mint amilyen a népvándorlás, mint amilyenek a családi témák, szexuális témák…”

## Hírességek
A műsor meghívott vendégei között eddig olyan hírességek szerepeltek mint:
- Alejandro Fernández, mexikói énekes
- Alexandre Pires, brazil énekes
- Edith González, mexikói színésznő
- Emilio Estefan, kubai zeneszerző-producer
- Fernando Carrillo, venezuelai színész
- Gloria Estefan, kubai énekesnő
- Olga Tañón, Puerto Ricó-i énekesnő
- RBD, mexikói együttes
- Ricky Martin, Puerto Ricó-i énekes
- Timbiriche, mexikói együttes
- Tommy Mottola, amerikai üzletember